# Jan Heřman
Jan Heřman, křtěný Jan Křtitel Richard (31. srpna 1886 Neveklov – 30. září 1946 Praha), byl český klavírista. Popularitu si získal především pro svoji jedinečnou interpretaci skladeb od Ludwiga van Beethovena, Claude Debussyho, Johanna Sebastiana Bacha, Vítězslava Nováka, Josefa Suka nebo Zdeňka Fibicha a stal se i populárním členem tzv. Českého tria, které založil spolu s Karlem Hoffmannem a Ladislavem Zelenkou.[zdroj?]

## Život

### Dětství a vzdělání
Pocházel z velmi chudých poměrů. Jeho otec, učitel, neměl dokonce ani na kolébku, a tak malého Jana ukládali do staré basy bez vrchní desky. Hudba ho fascinovala už od dětství a první skladbičky se snažil skládat už od velice raného věku. Hudební vzdělání mu poskytl i jeho otec, sám vzdělaný hudebník. Jeho výuka byla tak přísná, že musel u klavíru a u houslí trávit až dvanáct hodin denně a otec pod dojmem oslňujícího zjevu Jana Kubelíka se rozhodl dát syna studovat na konzervatoř do třídy populárního pedagoga Otakara Ševčíka. Jeho učitel však po několika dnech usoudil, že mladý nemá houslovou ruku, proto ho doporučil do klavírního oddělení. I zde se však setkal s neúspěchem. Řekli mu totiž, že pro hru na klavír má příliš malou ruku.
Tyto neúspěchy se ho velice dotkly a nakonec se s velkou lítostí rozhodl odejít na gymnázium, ale přesto velice prahl po hudbě. Štěstí se na něj usmálo až po třech letech, kdy mu po velké snaze dovolili nastoupit do nově založené školy Adolfa Mikeše, kde se hra na klavír vyučovala podle nových metod skladatele L. Delpeho. Mikešovi se hned od počátku zalíbil a i on sám se snažil být velice pilným žákem. Za šest let, které strávil na této škole, se stal vynikajícím klavíristou, jehož jméno se během nedlouhé doby rozneslo po hudebním světě v Praze a v okolí. Velkým zážitkem v letech studia bylo také turné po Americe, kde působil jako doprovázeč a sólista houslistky Marie Heritesové.

### Vrcholná léta
Od této doby věnoval většinu svého času hudbě. Hodně času začal trávit v Praze, kde si postupně získával obdiv jako interpret (např. v roce 1906 interpretoval s Českou filharmonií, A. Mikešem a K. Hoffmeistrem Bachův Koncert pro tři klavíry), ale i jako sólista (převážně v České filharmonii v Beethovenově Klavírním koncertu G dur). Vystupoval též s pěvcem B. Plaškem a s houslistou S. Colbertsonem.
Nějaký čas působil i v Národním divadle jako korepetitor. O něco později se zamiloval do členky baletního souboru, s kterou se zanedlouho oženil. Po sňatku přijal nabídku Carské ruské společnosti v Orlu, která nabízela, aby na její hudební škole vyučoval hře na klavír. Zanedlouho se z něj stala přední osobnost zdejšího nejenom hudebního, ale celkově kulturního světa, což ho povzbudilo neúnavně koncertovat a pořádat stylové večery. V této době se setkal s několika výraznými osobnostmi, které ho povzbuzovaly a přiměly, aby svou skvělou hru na klavír ještě zdokonaloval. Jeho popularita začala výrazně stoupat a při jeho interpretacích, např. když interpretoval Sukovu skladbu O matčině srdci, vládl v obecenstvu neuvěřitelný obdiv.
I přes velký úspěch v Carské ruské společnosti se toužil vrátit do svých rodných Čech. I v Čechách byl vítán, ale dlouho zde nevydržel a hned v roce 1913 podnikl zájezd do Paříže. I zde sklidil obrovský obdiv a setkal se s takovými osobnostmi, jako byli spisovatel a muzikolog Romain Rolland a historik Ernest Denis. Pomalu, ale jistě, se stával významným českým klavíristou ve světě a jeho jedinečná a neuvěřitelně živá hra na klavír se stala široce oblíbenou. Mistrovsky uměl zahrát skladby Antonína Dvořáka, Zdeňka Fibicha, Vítězslava Nováka, Josefa Suka a postupně si našel cestu i ke Smetanově klavírní tvorbě.
Ani první světová válka (1914–1918) neovlivnila jeho aktivitu, ba naopak – v tomto období ještě intenzivněji sloužil českému umění. Nedá se ale ani říci, že tato válka nijak neovlivnila jeho život. Začal trpět přílišným stresem, který se zmírnil až po válce, kdy začal pracovat jako pedagog na konzervatoři a později i na mistrovské škole. V tomto období též začal cestovat po mnoha evropských městech a postupně se stával obdivovaným téměř celou Evropou. Byl také jediným, který obsáhl nejvýznačnější světovou tvorbu, jen koncertů s orchestrem měl v repertoáru přes dvacet. Celý život ale obdivoval Ludwiga van Beethovena, od kterého provedl cyklicky všechny sonáty. I Johann Sebastian Bach se stal jeho oblíbencem a velice často hrál jeho díla, ale též skladby různých evropských skladatelů, od romantiků a novoromantiků až po díla moderních skladatelů, jako byli Claude Debussy, Richard Strauss nebo Arthur Honegger, a jako první studoval čtvrttónové skladby Aloise Háby.
Jeho hrou na klavír byly ohromeny i takové osobnosti jako Leoš Janáček, zvlášť po premiéře sonáty 1. 10. 1905. Pro Janáčka také koncipoval i své Concertino. Postupně se prosadil mezi největší klavíristy své doby ve střední Evropě a spolu s Karlem Hoffmannem a Ladislavem Zelenkou založil České trio.

### Pozdější léta a smrt
Špatná léta přišla spolu s druhou světovou válkou (1939–1945), kdy na protest proti nacistické okupaci zúžil svůj repertoár pouze na českou tvorbu, výjimkou byly pouze koncerty jeho oblíbence Ludwiga van Beethovena. V tomto období koncertoval v domácím prostředí s vědomím, že česká hudba se stala duchovní útěchou utlačovaného národa.
Druhá světová válka však na něm zanechala nemalé zdravotní následky. Z Čech cestoval od této doby jen zřídka, a když už, tak na kratší dobu. Za své vynikající interpretační umění byl 25. června 1946 jmenován národním umělcem. Začal se ale cítit oslabený, ale svou hrou oslňoval až do své smrti, poslední koncert uspořádal 14. května 1946 ve městě, kde trávil poměrně dost času ke konci svého života, v Českých Budějovicích. Jeho ostatky jsou uloženy ve Slavíně v blízkosti hrobu jeho pozdějšího oblíbence Bedřicha Smetany.
V rodném Neveklově je po něm pojmenováno náměstí 49°45′13″ s. š., 14°32′ v. d..